# چارلز داگلاس آرمسترانگ
چارلز داگلاس آرمسترانگ (انگلیسی: Charles Armstrong; ۱۱ ژوئن ۱۸۹۷ – ۱۱ دسامبر ۱۹۸۵) فرد نظامی اهل بریتانیا بود. وی همچنین برندهٔ جوایزی همچون صلیب نظامی شده‌است.